# ایشتوان واموش
ایشتوان واموش (مجاری: Vámos István؛ زادهٔ ۱۸ ژوئیهٔ ۱۹۵۸) ژیمناست هنری اهل مجارستان بود.
وی در مسابقات کشوری و بین‌المللی در مجموع برندهٔ ۱ مدال برنز شده‌است.